# Josef Prokopp

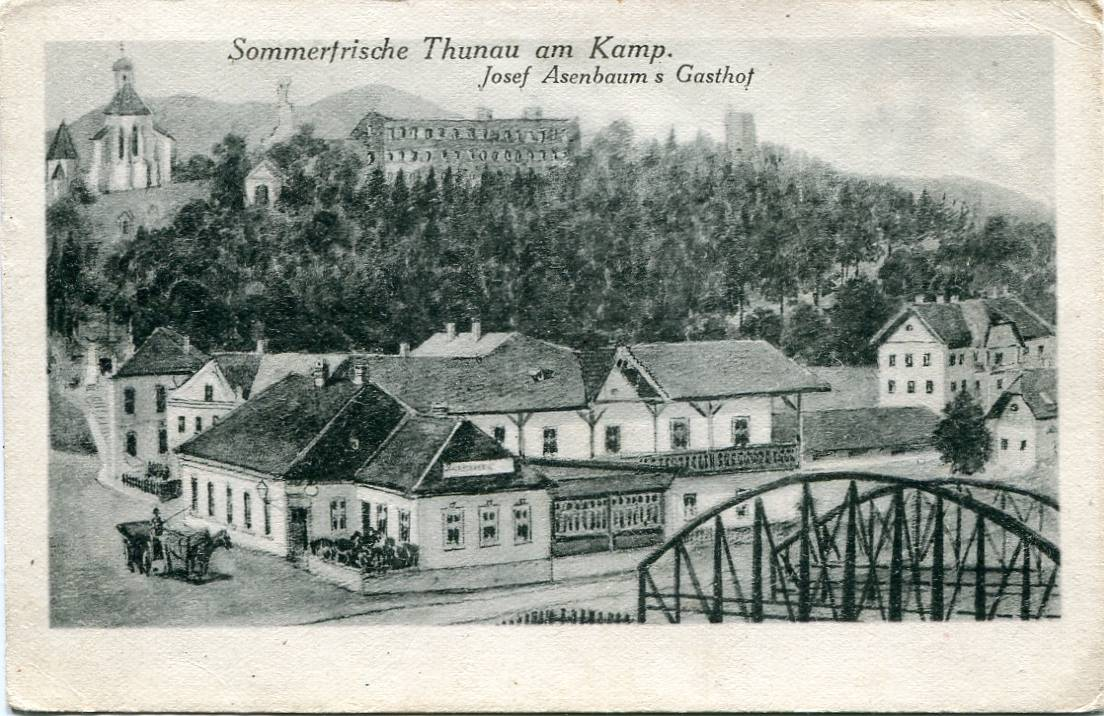
Ansichtskarte von Josef Prokopp: Sommerfrische Thunau am Kamp – Josef Asenbaum's Gasthof, um 1920.

Josef Prokopp (* 13. Februar 1872 in Wien; † 21. Mai 1952 in Wien) war ein österreichischer Künstler, Ansichtskartenmaler und Verleger von Ansichtskarten.

## Leben und Werk
Josef Prokopp wurde als Sohn eines Gastwirts in Wien-Favoriten geboren. Von 1899 bis 1905 war er als Ansichtskartenmaler für den renommierten Münchner Ansichtskarten-Verleger Hans Pernat tätig. Pernat stellte vor allem Ansichtskarten her, deren Vorlage lavierte Tuschezeichnungen waren.
Nach Prokopps Rückkehr nach Wien gründete er einen eigenen Ansichtskartenverlag, das Spezialhaus für Künstleransichtskarten, über den er fast ausschließlich von ihm selbst in der in München erlernten Technik hergestellte Karten vertrieb. In seinem Atelier, das sich bis 1915 in Wien-Gersthof und danach bis zu seinem Tod in Wien-Kaisermühlen befand, produzierte er weit über 1.000 verschiedene topografische Motive aus ganz Österreich. Prokopp hat die meisten der von ihm dargestellten Orte nicht selbst besucht, sondern bediente sich fotografischer Ansichtskarten anderer Hersteller als Vorlage. Deshalb kommt es bei seinen Motiven häufig zu perspektivischen Verzerrungen, was jedoch einen besonderen Reiz seiner Ansichtskarten ausmacht. Da er auch von kleinen Orten – oft im Auftrag lokaler Gemischtwarenhändler und Gastwirte – Motive herstellte, erfreuen sich seine Ansichten noch heute großer Beliebtheit unter Sammlern von Ansichtskarten.